# Roy Centeno Humphreys
Roy Centeno Humphreys (Esquel, provincia del Chubut, 6 de enero de 1921 - Gaiman, provincia del Chubut, 18 de junio de 2012) fue uno de los periodistas y escritores de más extensa trayectoria de la Patagonia. Ha incursionado en la literatura, la fotografía y el teatro. Es uno de los pioneros del periodismo en la Patagonia.

## Carrera profesional
Fue director del diario Noticias del Mundo de Nueva York (el primer matutino que puso en tapa el asesinato de John Lennon). Cubrió la masacre de Munich de 1972 cuando comandos palestinos asesinaron a un grupo de atletas israelíes durante los Juegos Olímpicos. También cubrió la pelea Alí-Bonavena y tradujo “A sangre fría”, la célebre novela de Truman Capote.
En 1957 compiló el primer curso básico de psicoanálisis que se utilizó en la Universidad de Buenos Aires, producto de siete notas que hizo para el diario La Razón.
Su carrera periodística comenzó en 1938 cubriendo la visita del campeón olímpico Juan Carlos “el Ñandú Criollo” Zabala a Bahía Blanca. Roy tenía apenas 16 años y un periodista del diario La Nueva Provincia lo vio rondando el Club Olimpo, donde el atleta correría y le dijo “pibe vení, mirá, yo tengo que hacer otra cosa, vos llamame por teléfono y contame qué pasó acá”.
En 1945 comenzó a trabajar primero para el diario El Mundo en Buenos Aires, haciendo traducciones de textos en inglés, lo que finalmente le permitió entrar a United Press International (UPI) como corresponsal. 
En la agencia de noticias americana fue traductor, redactor, y reportero. Por esos años también comenzó a trabajar en el diario La Razón. Allí se convirtió, en la década del cincuenta, en una especie de comodín que trabajó en todas las secciones del diario. Según sus propias palabras «Félix Laíño -director del vespertino durante más de 50 años- me encajaba las notas más raras, sobre todo por el idioma». Así entrevistó a Louis Armstrong, Bill Halley, Gina Lollobrigida, Ava Gardner, Arturo Illia, Alfredo Stroessner, Ringo Bonavena, Juan Manuel Fangio, Pascual Pérez. 
Cubrió tres Juegos Olímpicos (México 68, Munich 72 y Montreal 76) y cuatro mundiales de fútbol (Suecia 58, México 70, Alemania 74 y Argentina 78). También, cuatro períodos de la Asamblea General de las Naciones Unidas, la asunción de Richard Nixon y su caída tras el Watergate, y la reunión Carter—Torrijos por el Canal de Panamá, en 1977.
En 1962 decidió radicarse en Estados Unidos logrando su traslado, dentro de la agencia United Press, a la ciudad de Nueva York. 
Hacia fines de 1976 funda el diario Noticias del Mundo el cual dirige hasta el año 1982 cuando finalmente regresa a la Argentina.
Por esos años se radica primero en la ciudad de Bariloche, luego recala en Puerto Madryn, donde escribió durante varios años una columna semanal en el diario de Madryn.

## Libros
Ha escrito cuentos y novelas y gran parte de su obra aún permanece inédita. 

Entre sus obras se cuentan:
- Curso básico de psicoanálisis, 1957, Editorial Abeledo
- El Evangelio y don Eduardo, 1991, ISBN 9789504337164
- Capraro, el emperador de Bariloche, 1992, Editorial Kaimé, ISBN 9789879914403
- Go Patagonia, dijo Edwin, 1993, Editorial Kaimé, ISBN 9879914457
- El hombre que se creía tango: Una novela corta, 1993, Editorial Kaimé, ISBN	9879914430
- La sobrina, Palabra Gráfica y Editora, 2000, ISBN 9789874324528
- El síndrome Marilyn, 2010, Jornada, ISBN 978-987-1744-11-4

### Obras de teatro
- Tres obras de teatro ( 2009 ), Secretaría de Cultura del Chubut : ISBN 9789871412211
  - Incluye: El campeón, Tengo que casar a mi mujer y Seis albóndigas y un pijama

## Vida privada
Con su pareja Lina se casó cinco veces, la primera en el año 1962 en México, luego en una capilla budista, y la última, en Argentina, en 1983. 

Vivían juntos en su casa de la ciudad de Gaiman (Chubut), donde (él) murió el mes de junio (2012).